# دي ستايل

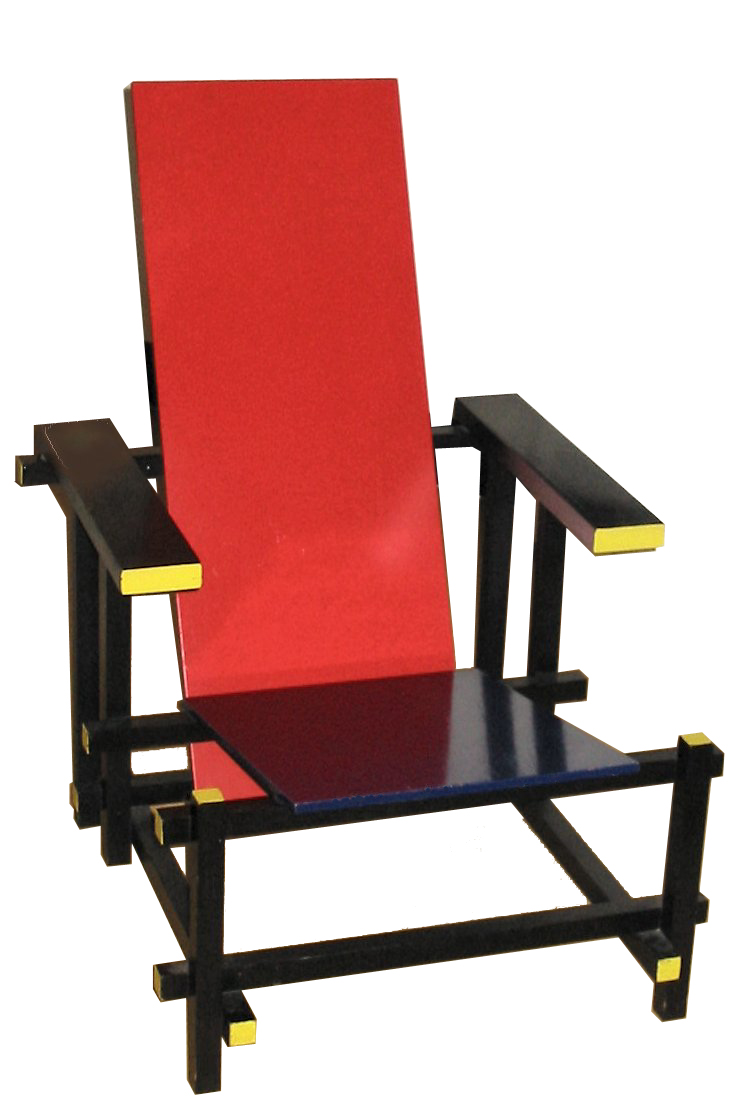
الكرسي الأزرق والأحمر من تصميم المعماري غيريت ريتفيلد

دي ستايل (بالهولندية: De Stijl ؛ بالإنجليزية: The Style) أيضا تعرف ب "Neoplasticism" مدرسة فنية تأسست في هولندا في عام 1917. مصطلح De Stijl يشير بشكل ضيق إلى الأعمال التي ظهرت ما بين 1917 - 1931 والتي شُيدت في هولندا. De Stijl أيضا هو اسم صحيفة هولندية نشرها الرسام والمصمم والكاتب والناقد ثيو فان دوسبرغ (1883-1931). ظهرت بوادر هذه الحركة من بعض الفنانين امثال موندريان وبعض المعماريين، الذين أخذوا على عاتقهم الفلسفة الفنية التي شكلت أساسا لعمل الفريق والمعروف باسم neoplasticism—الفن التشكيلي الجديد أو (Nieuwe Beelding بالهولندية).
يسعى أنصار De Stijl بشكل أو آخر إلى التعبير عن المثالية الطوباوية الجديدة، من حيث الانسجام الروحي والنظام. وهي تدعو إلى التجريد المحض والعالمية، إلى جانب الحد من الأساسيات للشكل واللون، وهي مبسطة بصريا للتكوين الرأسي والأفقي والاتجاهات، ويستخدم فقط الألوان الأساسية مع الأسود والأبيض؛ والعلاقة بين العناصر الإيجابية والسلبية في الترتيب من غير هدف وأشكال الخطوط.

## المبادئ والتأثيرات

لوحة للفنان موندريان

يفترض ان اسم De Stijl قد اشتق من اسم معماري ألماني يدعي Gottfried Semper Der Stil.
وبصفة عامة، تمثل De Stijl بشكل مبسط ومجرد، على حد سواء، في مجال العمارة والرسم، وذلك باستخدام الخطوط الأفقية والرأسية والأشكال المستطيلة على التوالي. وعلاوة على ذلك، الرسمية في التصميم كانت محدودة وذات مفردات أولية بالألوان، كالأحمر، الأصفر، والأزرق، والقيم الرئيسية الثلاثة، سوداء، بيضاء، ورمادية. الأعمال بهذا الطراز تتجنب التماثل والجمالية وتحقيق التوازن عن طريق استخدام التعارض.
تأثرت حركة De Stijl  بالفن التعكيبي ولوحاتها. كذلك من جانب التصوف والأفكار عن «المثالية» للأشكال الهندسية (مثل «الكمال للخط مستقيم») في Neoplatonic. أعمال De Stijl من شأنها أن تأثرت بمدرسة باوهاوس والطراز الدولي على الطراز المعماري فضلا عن الملابس والتصميم الداخلي. غير أنها لم تتبع المبادئ التوجيهية العامة من «حركة التضامن الدولية» (التكعيبية، المستقبلية، السريالية)، كما أنها لا تلتزم بمبادئ المدارس الفنية مثل باوهاوس بل هو مشروع جماعي، وهي مشروع مشترك بين المؤسسات.
في الموسيقى، كان تأثير De Stijl فقط على أعمال المؤلف يعقوب فان دومسيليه Domselaer، وهو صديق مقرب من موندريان، بين 1913 و1916 وله مقطوعات مستوحات من لوحات موندريان. على العموم، فأن Domselaer كان غير معروف نسبيا في حياته، ولم يلعب دورا هاما داخل De Stijl.

## التاريخ

### فترة ما بعد 1920
في حوالي سنة 1921، بدأت المجموعة لتغيير الطابع الذي اتسمت به في السابق، حيث من وقت Doesburg فان الأرتباط بمدرسة باوهاوس، وغيرها من التأثيرات بدأت تلعب دورا هاما. هذه التأثيرات كانت أسس الفنان الروسي ماليفيتش Malevich والمدرسة الروسية البنائية. في عام 1924، كسر Mondrian مع المجموعة بعد اقتراح Doesburg لنظرية Elementarism، حيث كان يقترح أن الخط القطري كان أكثر أهمية من الأفقي والعمودي. وبالإضافة إلى ذلك، دخل مجموعة De Stijl الكثير من الأعضاء الجدد، المنتسبين إلى حركة دادا الفنية والمتأثرين بها.

### التأثير على العمارة

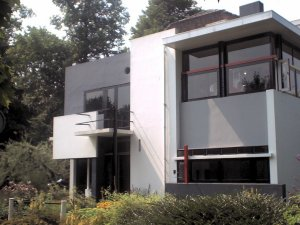
منزل ريتفيلد شرويدر - للمعماري غيريت ريتفيلد

أثرت مدرسة De Stijl بشكل كبير على فنون العمارة ولفترة طويلة، ابتداء من 1931، وكان المعماري مس فان دي رو من بين أكثر مناصريها ومؤيدي افكارها.كذلك قام المعماري غيريت ريتفيلد بتصميم منزل ريتفيلد شرويدر في هولندا (Rietveld Schröder House
)، والذي أنشئ تماما وفق مبادئ مدرسة De Stijl، حيث امتاز بليونة المسقط الأفقي، فيكاد يخلو المبنى من أي جدار داخلي ثابت، بالأضافة لاستخدامه العناصر العمودية والأفقية الواضحة والبارزة واستخدامه للألوان ذاتها التي استخدمها موندريان في لوحاته.

### الوقت الحاضر
تنتشر أعمال مدرسة De Stijl في جميع أنحاء العالم اليوم. وتُنظم عدة معارض لهذه المدرسة بانتظام. تحوي المتاحف على مجموعة كبيرة من هذه الأعمال ومن ضمنها Gemeentemuseum في لاهاي. كذلك في أحد متاحف أمستردام والذي يدعى Stedelijk Museum الذي يحوي أعمال لكل من Rietveld وVan Doesburg. أما المتحف المركزي في هولندا فيعرض لمنزل ريتفيلد شرويدر المشهور صوَره وأرشيفه الكامل، والذي صُنف ضمن مواقع التراث العالمي في هولندا.